# Danny Stam
Danny Stam (ur. 25 czerwca 1972 w Koog aan de Zaan) – holenderski kolarz torowy i szosowy, trzykrotny medalista torowych mistrzostw świata.

## Kariera
Pierwszy sukces w karierze Danny Stam osiągnął w 1991 roku, kiedy zdobył brązowy medal mistrzostw kraju w derny amatorów. Pięć lat później ponownie był najlepszy, tym razem w kategorii elite. W 2000 roku brał udział w igrzyskach olimpijskich w Sydney, zajmując w madisonie ósme miejsce. Podczas mistrzostw świata w Melbourne w 2004 roku wspólnie z Robertem Slippensem zdobył brązowy medal, a na igrzyskach olimpijskich w Atenach zajął czternaste miejsce. Na rozgrywanych rok później mistrzostwach świata w Los Angeles razem ze Slippensem wywalczył srebrny medal, ulegając tylko brytyjskiej parze Mark Cavendish – Robert Hayles. Ponadto na mistrzostwach świata w Palma de Mallorca w 2007 roku w parze z Peterem Schepem zdobył kolejny srebrny medal w madisonie. Startował także na mistrzostwach świata w Kopenhadze 2010 roku, gdzie w madisonie zajął jedenastą pozycję.
Jego ojciec Cees Stam również był kolarzem.